# Batalla de Beller
La batalla de Beller fue un enfrentamiento militar que tuvo lugar el 27 de octubre de 1845 en el Cerro de Beller, cerca de la ciudad de Dajabón, en la parte noroeste de la República Dominicana. La batalla fue liberado entre las fuerzas Dominicana y las fuerzas haitianas, y resultó en Victoria descisiva para los dominicanos.

## Historia
La Batalla de Beller fue un enfrentamiento crucial que tuvo lugar el 27 de octubre de 1845 en el Cerro de Beller, cerca de la ciudad de Dajabón, en la parte noroeste de la República Dominicana. Esta batalla marcó un punto de inflexión en la lucha dominicana por liberarse del dominio haitiano.
El general haitiano Seraphin había construido un fuerte amurallado llamado "El Indestructible" en el Cerro de Beller, rodeado de trincheras y fortificaciones menores. El presidente dominicano, Pedro Santana, envió a las tropas dominicanas a combatir contra las fuerzas haitianas con el objetivo de desalojar a los haitianos del territorio nacional dominicano. El general Francisco Antonio Salcedo lideró la misión y dividió a las tropas en varias secciones:
• Izquierda estuvo al mando de los tenientes coroneles José Silva y Andrés Tolentino, con una pieza de artillería a cargo del Teniente Coronel José María López.
• La parte central estuvo a cargo de las tropas de Santiago, Moca y la Vega lideradas por el coronel Nicolás Gómez y el teniente coronel José María López.
• La caballería armada fue dividida en dos grupos uno al mando del coronel José Mayol y otro sl mando del teniente coronel Juan Luis Pinedo.
Batalla
Las tropas haitianas respondieron con fuego, causando algunas bajas en las columnas dominicanas. Sin embargo, los dominicanos, guiados por los lugareños, volvieron a la carga con más precisión y tesón. El coronel Pelletier avanzó rápidamente con sus tropas, mientras que los tenientes coroneles Tolentino y Silva atacaron con furia a las tropas haitianas. El momento decisivo llegó cuando el general Salcedo avanzó impetuosamente con sus tropas, lo que dio aún más respaldo al ejército nacional dominicano.
Victoria Dominicana
Los dominicanos, en una sola voz, gritaron "Viva la República Dominicana" y derribaron el fuerte "El Indestructible". Las tropas dominicanas vencieron a los haitianos y recogieron todos los fusiles, numerosas cajas de pertrechos de guerra y otras provisiones. Las fuerzas haitianas se vieron obligadas a retirarse del territorio dominicano, aceptando su derrota.